# 게미나 제7군단

히스파니아 타라코넨시스 속주의 카스트라 레기오니스 (Castra Legionis, 스페인 레온)에서 서기 75년부터 4세기까지 배치됐던 게미나 제7군단을 나타내는 하드리아누스 재위기인 서기 125년 이베리아반도의 지도

게미나 제7군단 (Legio VII Gemina, 라틴어로 "쌍둥이 제7군단")은 제정 시기 로마군의 군단 중 하나이다. 로마 장군 갈바가 네로 황제에 대한 반란을 위하여 서기 68년 히스파니아에서 창설하였다. "게미나"(Gemina)는 이 군단이 암늑대의 젖을 먹고 자란, 전설상의 로마의 시조인 로물루스와 레굴루스 쌍둥이 형제에 헌정되었음을 의미한다. 게미나 군단은 서기 74년에 레기오 (Legio, 오늘날 스페인 레온)라는 도시에 배치되어, 4세기 말까지 히스파니아에 있었다.
타키투스는 오래 전에 창설된 클라우디아 제7군단과 분간하기 위해 게미나 군단을 "갈비아나"(Galbiana)라고 불렀으나, 타키투스의 이 명칭은 어느 비문에서도 발견되지 않았다. 베스파시아누스가 아마 게르마니카 제1군단으로 보이는, 게르마니아 지역 군단 중 하나와 합병시키면서, "게미나"라는 별칭을 얻게 된 것으로 보인다.
86년과 89년 사이에 게미나 군단은 미래의 황제이자 히스파니아 출신인 트라야누스의 지휘를 받았다.
판노니아 방면 전선과 몇 차례 내전에 참여한 후, 빅트릭스 제6군단과 게미나 제10군단의 자리를 지원하기 위해 베스파시아누스가 히스파니아 타라코넨시스에 배치시켰으며, 이 군단 3개 중 언급한 2개 군단은 통상적으로 이 지역에 주둔했으나, 게르마니아 지역으로 배치되었다. 안토니누스 여행기, 프톨레마이오스, Notitia Imperii과 더불어 몇 가지 비문들 모두 이후 황제 재위 때 게미나 군단의 정기적인 겨울 주둔지가 레온이었다고 언급하나, 타라코넨시스 속주의 중심 도시인 타라코 (오늘날 타라고나)에 군단의 분견대가 주둔했다는 것을 증명하는 다수의 비문들도 존재한다. 다음은 시기 순서별 발췌이다:
비문들에서, 게미나 군단은 "P. F. ANTONINIANA", "P. F. ALEXANDRIANA", "P. F. SEVERIANA ALEXANDRIANA"이라는 별칭을 지녔고, 이 명칭은 그리스어 비문에선 ΛΕΤ. Ζ. ΔΙΔύμη,이라고 나타나는 반면 χιλίαρχον ἐν Ἱσπανίᾳ λεγεῶνος ἑβδόμης.이라고 언급되기도 한다. "Tribunus Militum LEG. VII. GEMINAE FELICIS IN GERMANIA"이라는 비문이 있기도 하며, 독일에서 발견된 비문 두 개와 비교되는데, 게미나 군단이 알렉산데르 세베루스 시기에 독일 지역 원정에 동원되었고, 이 상황은 프톨레마이오스의 기록에 Γερμανική이라는 것이 잘못된 지칭이라는 걸로 추정된다.
게미나 7군단은 자신들의 넓은 요새화된 주둔지들에 부대들을 배치시켰다:
- 타라코: 오늘날 타라고나로, 타라코넨시스 속주 총독의 직접적인 지휘에 있었다.
- 에메리타 아우구스타: 오늘날 메리다로, 루시타니아 속주 총독의 직접적인 지휘에 있었다.
- 아스투리카 아우구스타: 오늘날 아스토르가로, 인근 금광을 감시하고 황제의 수송대를 호위하였다.
- 금광을 근처로 둔 포르투갈 북쪽의 어느 알려지지 않은 지역.
- 트리티움 마갈룸(Tritium Magallum): 라리오하의 트리초 (Tricio).
- 루쿠스 아우구스티(Lucus Augusti): (루고).
- 세기사마 (Segisama, 사사몬 부르고스): 아퀴타니아로 접근하는 로마의 주요 도로를 통제하였다.

또한 게미나 군단엔 기병 연대 하나, equitatae 코호르스 두 개, peditatae 코호르스 2개 등 5개의 보조군 부대들이 있었다:
- 제2연대, Flavia Hispanorum civium romanorum: 페타보니움 (Petavonium, 오늘날 사모라 인근)에 배치.
- 켈티베로룸 제1 코호르스 (Cohors I Celtiberorum Equitata civium romanorum): 무니키피움 플라비아이 브리간티아 (Municipium Flaviae Brigantia, 아코루나 인근)에 배치.
- 갈리카 제1 코호르스 (Cohors I Galica Equitata civium romanorum): 피소라카, (Pisoraca, Herrera de Pisuerga, 팔렌시아)에 배치.
- 갈리카 제2 코호르스(Cohors II Galica): "아드 코호르템 갈리캄" (ad cohortem Galicam, 포르투갈일 것으로 추정)이라는 장소가 알려지지 않은 곳에 배치.
- 루켄시움 제3 코호르스(Cohors III Lucensium): 루쿠스 아우구스티움 (Lucus Augustium, 루고)에 배치.

게미나 군단이 존재하던 대부분 동안에, 군단 사령관 휘하의 전투 병력의 수는 지역 징집군과 일시적 지원을 위해 로마에서 보낸 지원군을 제외하면 보조군과 정규군 보통 7,712명 가량이었다.
갈라아이키아 로마 속주에 있는 군단 주둔지는 중요 거점 도시 레온으로 성장했고, 서시 409년 이베리아 반도 침입 수에비 왕국의 일부가 된 후에, 586년까지 서고트족들의 공격에 저항하다가 레오비길드에게 함락되었다. 레온은 서고트족들이 요새 시설을 유지하도록 허락한 몇 안되는 도시들 중 하나였다.
당시 아쿠아이 플라비아이였던 포르투갈 샤베스에 타메가강을 지나는 로마 다리가 트라야누스 시기 게미나 7군단의 병력에 의해 세워졌다.

## 알려진 군단 인물
| 이름                                             | 계급                          | 시기               | 속주                       | 출처 자료                                     |
| ------------------------------------------------ | ----------------------------- | ------------------ | -------------------------- | --------------------------------------------- |
| 마르쿠스 안토니누스 프리무스                     | 레가투스 레기오니스           | 69년경             |                            | 타키투스 역사 II.86                           |
| 마르쿠스 울피우스 트라야누스                     | 레가투스 레기오니스           | 89년경             | 히스파니아 타라코넨시스    |                                               |
| 루키우스 아티우스 마크로                         | 레가투스 레기오니스           | 120년과 128년 사이 | 히스파니아 타라코넨시스    | 《CIL》 II, 5083 = ILS 2289                   |
| 티투스 비트라시우스 폴리오                       | 레가투스 레기오니스           | 128년경            | 히스파니아 타라코넨시스    | 《CIL》 XII, 3168                             |
| 그나이우스 루키우스 테렌티우스 호물루스 유니오르 | 레가투스 레기오니스           | 142년경            | 히스파니아 타라코넨시스    | 《CIL》 II, 5084                              |
| 퀸투스 코르넬리우스 세네키오 안니아누스          | 레가투스 레기오니스           |                    | 히스파니아 타라코넨시스    | 《CIL》 II, 1929                              |
| 퀸투스 툴리우스 막시무스                         | 레가투스 레기오니스           | 165년경            | 히스파니아 타라코넨시스    | 《CIL》 II, 2660                              |
| 티베리우스 율리우스 프루기                       | 레가투스 레기오니스           | 166년경–170년경    | 히스파니아 타라코넨시스    | 《CIL》 VI, 31717                             |
| 푸블리우스 코르넬리우스 아눌리누스               | 레가투스 레기오니스           | 171–172년          | 히스파니아 타라코넨시스    | 《CIL》 II, 2073                              |
| 솔리우스                                         | 레가투스 레기오니스           | 197년 이전         | 히스파니아 타라코넨시스    | 《CIL》 IX, 5155                              |
| 가이우스 유니우스 플라비아누스                   | 트리부누스 앙구스티클라비우스 | 125년경            | 히스파니아 타라코넨시스    | 《CIL》 VI, 1620 = ILS 1342                   |
| 아비티우스 Q.f. 루푸스                           | 트리부누스 앙구스티클라비우스 | 2세기              |                            | AE 1955, 228                                  |
| 가이우스 율리우스 스카풀라                       | 트리부누스 라티클라비우스     | 125년경            | 히스파니아 타라코넨시스    | IGRR III.176-178                              |
| 루키우스 네라티우스 프로쿨루스                   | 트리부누스 라티클라비우스     | 125년경            | 히스파니아 타라코넨시스    | 《CIL》 IX, 2457 = ILS 1076                   |
| 가이우스 아이밀리우스 베레니키아누스 막시무스    | 트리부누스 라티클라비우스     | 3세기 초           |                            | 《CIL》 XII, 3163                             |
| 퀸투스 헤디우스 루푸스 롤리아누스 겐티아누스     | 트리부누스 라티클라비우스     | 175년경            | 히스파니아 타라코넨시스    | 《CIL》 II, 4121 = ILS 1145; 《CIL》 II, 4122 |
| 티투스 플라비우스 루푸스                         | 켄투리오 (베테라누스)         | ?                  | 이탈리아, 모이시아, 다키아 | 《CIL》 XI, 20 = ILS 2082; 《CIL》 III, 971   |